# 特雷內爾
特雷內爾（西班牙語：Trenel），是阿根廷的城鎮，位於該國中部拉潘帕省，是特雷內爾縣的首府，始建於1906年10月20日，面積950平方公里，海拔高度164米，2010年人口3,387，人口密度每平方公里3.57人。
35°42′S 64°08′W / 35.700°S 64.133°W